# Mirex-S
Mirex-S é nome de uma isca formicida, utilizada no controle de formigas cortadeiras dos gêneros Atta (saúvas) e Acromyrmex (quenquen), que podem causar danos aos mais diversos tipos de culturas agrícolas e florestas plantadas.
Mirex-S existe há quase meio século, é muito difundida na zona rural e, por isso, acabou tornando-se sinônimo da própria categoria de produto — como já ocorreu com marcas como “bic”, “bombril”, “gilette” e “cotonetes”.
Do mesmo modo, Mirex-S foi incorporado pela cultura da roça e, hoje, frases do tipo “Me dá um mirex daquele ali” são comuns de se ouvir nas lojinhas de insumos, pelo Brasil afora.

## Modo de ação e controle
A isca formicida Mirex-S lembra muito a figura lendária do Cavalo de Troia, pois são as próprias saúvas e quenquéns que carregam o produto para dentro do formigueiro, atraídas pela polpa de laranja que entra em sua composição.
Uma vez dentro do formigueiro, as iscas formicidas atuam diretamente em uma das castas  das formigas – mais especificamente as chamadas “jardineiras”. São elas que cuidam do fungo que alimenta toda a população do formigueiro. 
Para fazer isso, elas cortam as folhas trazidas para dentro do formigueiro em minúsculos pedaços, incorporando-os ao fungo. Fazem o mesmo com as iscas, só que daí são intoxicadas pelo ingrediente ativo (sulfluramida) presente no produto e morrem.
Sem as “jardineiras” para cuidar do fungo, ele torna-se impróprio para a alimentação do formigueiro e todas as outras formigas — inclusive a Rainha — morrem de fome.

## Produção das iscas
Embora tenham um modo de ação relativamente simples, para chegar a isso as iscas formicidas Mirex-S dependem de um complexo processo tecnológico, que começa pelo conhecimento da biologia e hábitos de vida das várias espécies de formigas-cortadeiras. 
Depois disso, é a vez das centenas de testes de campo para verificar o comportamento reativo das formigas às iscas, até que tudo isso consolida-se em padrões de formulação e processo industrial para desenvolvimento do produto. 

## Danos causados
Um formigueiro adulto e em plena atividade pode abrigar até 10 milhões de formigas e sua Rainha pode viver até 20 anos, consumindo, em média, 1 tonelada de folhas por ano.
Em uma área de reflorestamento, por exemplo, um formigueiro desse porte consumiria em torno de 86 árvores de eucalipto ou 161 árvores de Pinus, por ano.

## História e geografia
Supõe-se que, mesmo antes da descoberta do Brasil, as formigas cortadeiras já representavam grave problema para a agricultura dos índios, que não sabiam como combatê-las. Aliás, as cortadeiras são, muitas vezes, apontadas como causa importante do nomadismo dos indígenas.
As formigas cortadeiras ocorrem nas três Américas e o Brasil possui o maior número de espécies. Vivem desde o sul dos Estados Unidos até o centro da Argentina, dividindo-se  em dois grandes gêneros (Atta e Acromyrmex) e 41 espécies. No Brasil ocorrem 10 espécies de saúvas (de um total de 15) e 20 espécies de quenquéns (de um total de 26). 

## Sulfluramida
Desde meados do século passado, mais de 7.500 compostos químicos foram estudados, em vários países, para combater as saúvas e quenquéns. Contudo, menos de 1%  deles mostraram-se promissores no controle desses insetos.
Para ser usado em uma isca formicida, o inseticida deve ter características bem particulares, que o tornem adequado ao modo de ação específico da isca. 
- ser inodoro e não repelente;
- apresentar ação tóxica retardada;
- ser letal em baixas concentrações;
- paralisar as atividades de corte (prejuízo causado pelas formigas), logo nos primeiros dias após a aplicação.

Atualmente, a sulfluramida é o único princípio ativo que congrega todas essas características. É o ingrediente ativo mais utilizado na fabricação de  iscas formicidas para o controle de formigas cortadeiras e foi introduzido no mercado brasileiro, pioneiramente, em 1993, com a  isca formicida Mirex-S. 